# 노가쿠
노가쿠(能楽)는 일본의 전통 예능으로, 노(能)와 교겐(狂言), 시키산반(式三番)를 함께 이르는 말이다. 나라 시대에 당나라에서 들어온 산가쿠(散楽)에서 분화된 사루가쿠(猿楽)에서 발전하였다. 전용 무대인 노부타이(能舞台)에서 공연된다. 유네스코가 지정한 세계 무형 유산이다.

## 역사
노가쿠라는 명칭은 메이지 시대 '노가쿠사'라는 모임에서 시작된 용어로 그 이전까지는 사루가쿠, 사루가쿠 노로 불렸다. 사루가쿠 노의 원류인 산가쿠는 대륙의 산악이며 신라의 〈향악잡영〉에서 볼 수 있는 것과 유사한, 기술(奇術), 가면극, 재주부리기, 흉내내기, 등으로 구성되었다. 이와 같은 외래 예능인 산가쿠는 점차 멸시어린 '원숭이 재주' 정도의 의미인 '사루가쿠'라 불리며 당시의 도읍이었던 교토 주변으로 진출하게 된다. 그 때부터 유랑을 하던 사루가쿠가 정주하며 사루가쿠를 공연하기 위해 전업 극단인 자(座)를 결성하였다. 야마토 사루가쿠(大和猿楽), 오미 사루가쿠(近江猿楽), 단바 사루가쿠(丹波猿楽), 우지 사루가쿠(宇治猿楽), 셋쓰 사루가쿠(摂津猿楽) 등의 유파가 제아미 전서에 확인 된다. 그들은 신사나 절의 제례에 봉사할 의무를 지는 한편 그곳을 거점으로 각 지역에서 흥행을 하였다.
야마토 사루가쿠에서 간아미(간나미로도 불림.)와 그의 아들 제아미의 활약은 사루가쿠의 발전에 결정적인 역할을 하게 된다. 무로마치 시대 당시 3대 쇼군이었던 아시카가 요시미쓰에 의해 발탁된 제아미가 그의 저택에서 성장하는 과정을 통해 습득한 교양과 지식이 새로운 사루가쿠의 형식과 내용을 형성하게 되기 때문이다. 또 사루가쿠 연자들 자신도 신분 상승을 위해 이러한 변화를 적극 활용하였다. 당시, 사루가쿠 외에 일본 고유의 농경의례에서 발전한 덴가쿠가 민간에서 행해지는 양대 인기 예능이었다. 이 양대 예능의 연자들은 후원자를 얻기 위해 혹은 생존을 위해 다치아이라는 전쟁과도 같은 경쟁 속에서 살아남아야만 했다. 야마토 사루가쿠가 본디 간아미의 흉내내기와 귀신 위주에서 제아미의 유현을 중시하는 무겐노 형식을 완성하고 사무라이 위주의 미의식을 반영하는 예능으로 발전하는 데는 이러한 주된 관객의 변화에 따른 것이었다.
제아미 이후의 사루가쿠는 그 성격에 있어서 변화와 발전보다는 계승을 택하게 된다. 즉 사루가쿠의 완성자라 평가되는 제아미가 고심 끝에 완성한 사루가쿠의 곡과 형식을 계승하여 그에 벗어나지 않도록 연기하고 자신들의 곡을 쓰는 경우에도 형식에 따라 쓰고 연기하며 계승을 하게 되는 것이다. 이 과정을 통해 사루가쿠는 자연스레 ‘고정화’, ‘양식화’라는 과정을 통해 현재에 이어지고 있다. 한편 신분 상승의 꿈꾸던 사루가쿠의 연자들과 정치 도구 등으로 사루가쿠를 활용하고자 하는 사무라이 혹은 위정자들의 생각은 사루가쿠를 사무라이의 필수 교양의 위치로 자리메김하게 한다. 이후의 사루가쿠를 ‘무가식악(武家式樂)’이라 말하는 이유이다. 따라서 ‘무가식악’인 사루가쿠의 활동은 2차 세계 대전에 이르도록 사무라이와 긴밀하게 연계되어 행해졌다. 2차 세계대전으로 쇄락하던 사루가쿠 노는 현재 일본의 문화 보호 정책 속에 꾸준히 발전하여 현재 세계문화유산으로 등재되기에 이른다.

## 가면

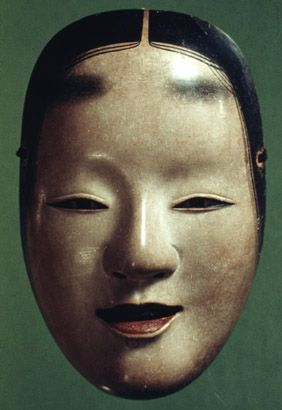
노멘(能面)

노가쿠에서는 가면을 사용하지만 모두 가면을 착용하는 것은 아니며 특정 배역만 가면을 착용한다. 노에서는 주연인 시테만 가면을 착용하며, 조연인 와키는 착용하지 않는다. 노에서 가면은 유현(幽玄)의 미(美)를 구현하는 수단이다. 노의 가면에는 표정이 거의 없고, 무표정이나 중간 표정에 가깝다. 시테는 얼굴의 각도를 바꾸어 표정을 만든다. 크게 온나멘, 오토코멘, 기멘 등으로 나눌 수 있고, 배역에 따라 여러 가지 가면이 있다. 노와 달리 교겐에서는 가면을 거의 사용하지 않지만 추녀, 노인, 동물을 연기할 경우 가면을 착용한다. 노의 가면에 비해 표정이 다양하고, 동물 가면은 매우 사실적이다.

## 무대

### 구조

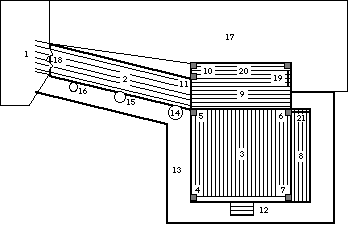
노부타이(能舞台)의 구조

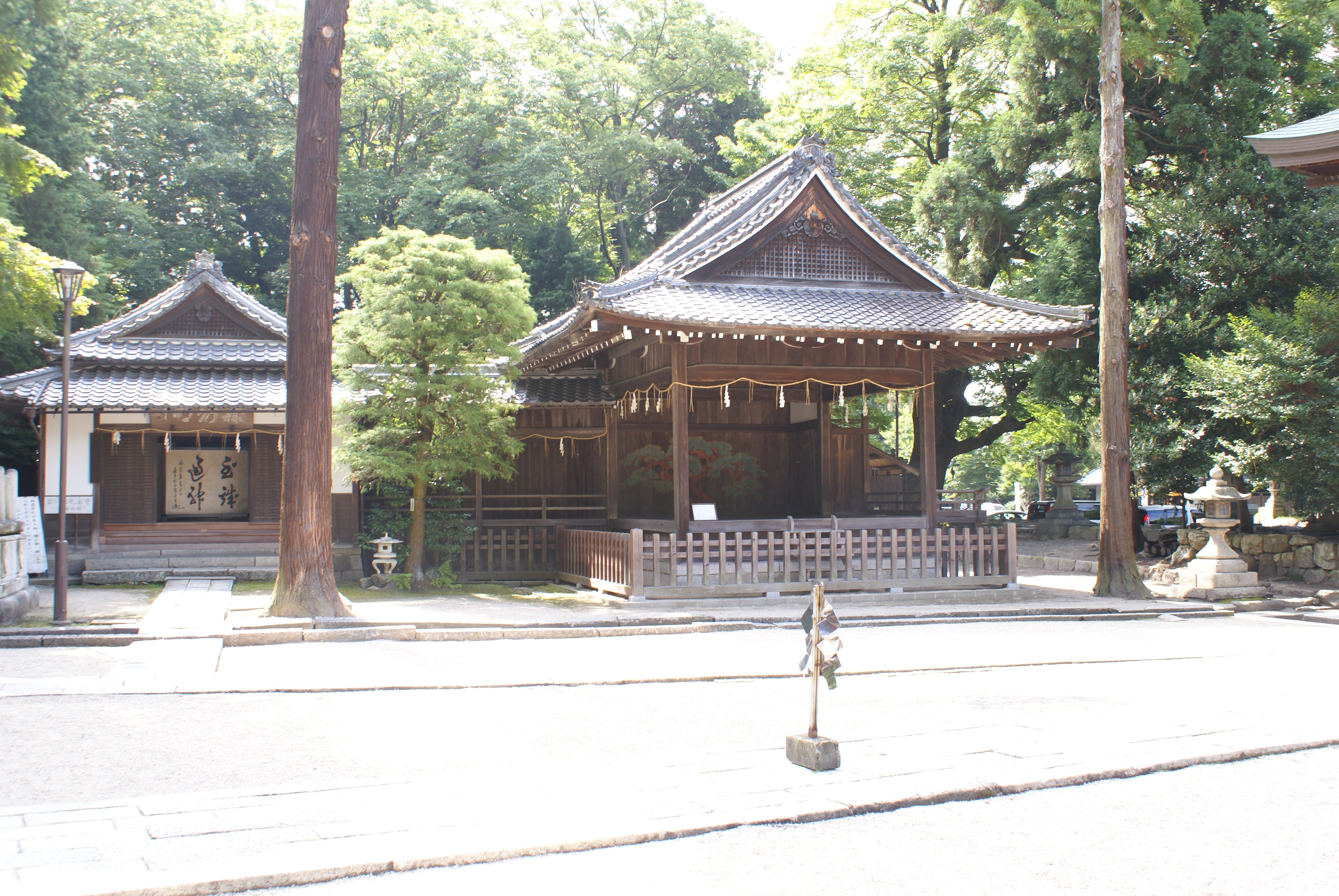
히무레하치만 궁(日牟禮八幡宮)의 노부타이(能舞台)

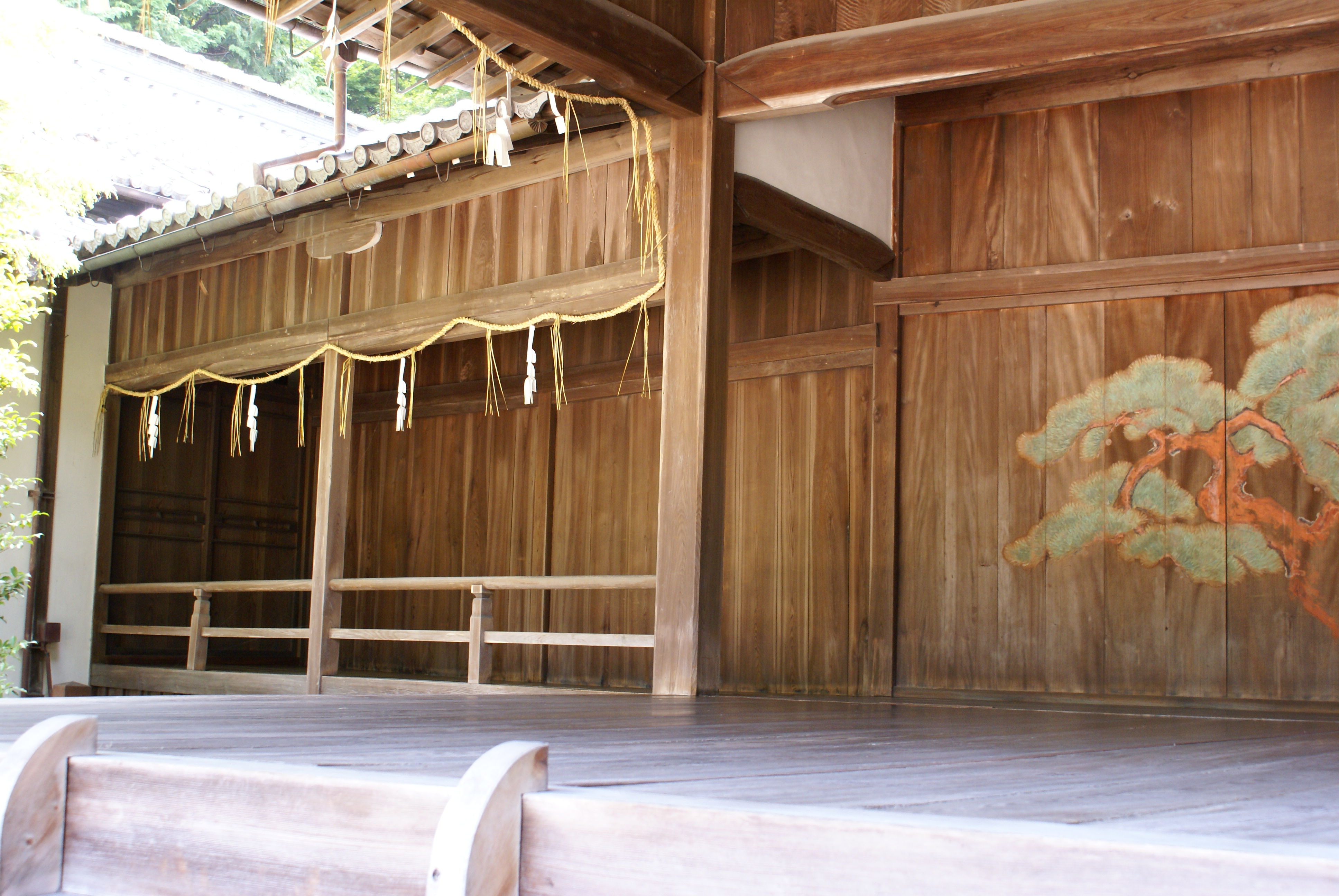
히무레하치만 궁 노부타이의 하시가카리(橋懸)

노가쿠는 전용 무대인 노부타이(能舞台)에서 상연된다. 노부타이는 전용 극장인 노가쿠도(能楽堂)에 관람석과 함께 설치되어 있는 경우가 많고, 신사나 절에 설치되어 있는 경우도 있다. 노의 무대는 크게 부타이(舞台), 아토자(後座), 지우타이자(地謡座), 하시가카리(橋掛)로 나눌 수 있다. 보이지 않는 부분에는 가가미노마(鏡の間)와 가쿠야(楽屋) 가 설치되어 있다. 부타이은 정사각형 모양으로 한 변은 6미터 정도이며, 지면에서 1미터 정도 올라와 있다. 네 개의 모서리에는 기둥(柱 하시라[*])이 세워져 있고, 기둥은 용도에 따라 이름이 붙여져 있다. 기둥 위에는 지붕이 얹어져 있는데, 이는 노가쿠가 원래 야외에서 공연되던 예능이기 때문이다. 기둥에는 용도에 따라서 각각 명칭이 따로 있으며, 정면에서 보아 왼쪽의 것은 '시테'가 춤을 출 때 목표로 하며 찾아내는 기둥이다. 오른쪽에 있는 것은 '와키'가 차지하는 자리에 가깝기 때문에 와키바시라(脇柱)라고 한다. '와키'는 흔히 대신으로 분장하기 때문에 대신주(大臣柱)라고도 한다. 찾아내는 기둥 중 안쪽의 것은 '시테'의 '등장 제1성'을 발하는 장소에 가까이 있으므로 시테바시라(シテ柱)라 하는데, '시테' 이외의 다른 등장 인물도 대개는 여기에 서서 제1성을 발한다. 와키바시라(脇柱)의 안쪽에 위치한, 찾아내는 기둥의 대각선 위치에 있는 것은 피리부는 역(役)의 자리에 가깝고, 때문에 후에바시라(笛柱)라는 이름이 붙여졌다. 이들 4개의 기둥에 둘러싸인 무대는 세로로는 마루판자를 깔았고, 그 각 부분에도 명칭이 있어서, 연기의 가늠으로 사용한다. 기둥도 마루의 판자도 칠을 하지 않은 노송나무를 사용한다. 자세한 구조은 다음과 같다.
1. 가가미노마(鏡の間)
2. 하시가카리(橋懸)
3. 부타이(舞台)
4. 메쓰케바시라(目付柱)
5. 시테바시라(シテ柱)
6. 후에바시라(笛柱)
7. 와키바시라(脇柱)
8. 지우타이자(地謡座)
9. 아토자(後座), 요코이타(横板)
10. 고켄자(後見座)
11. 교겐자(狂言座)
12. 기지하시(階)
13. 시라스(白洲)
14. 이치노마쓰(一の松)
15. 니노마쓰(二の松)
16. 산노마쓰(三の松)
17. 가쿠야(楽屋)
18. 마쿠구치(幕口), 아게마쿠(揚幕)
19. 기리도구치(切戸口)
20. 가가미이타(鏡板）

## 악기
노가쿠에서 사용되는 악기는 하야시(囃子)라고 부르며, 후에(笛), 고쓰즈미(小鼓), 오쓰즈미(大鼓), 다이코(太鼓)가 사용된다. 후에는 노캉(能管)이라고도 불리며, 노가쿠에서 사용되는 유일한 관악기이다. (나머지 세 악기는 모두 타악기이다.) 궁중 음악인 가가쿠(雅楽)에서 사용되는 류테키(龍笛)를 모방해서 만든 것으로 날카롭고 힘찬 음색을 가지고 있다. 고쓰즈미는 양면 북으로 오쓰즈미와 비슷하게 생겼으나 크기가 작다. 치지 않는 면에 물에 적신 종이를 붙이고, 어깨에 올려놓고 연주한다. 오쓰즈미도 양면 북으로 코쓰미보다 크키가 크다. 오른 손 장지와 약지에 두꺼운 골무를 끼고 연주한다. 대개 고쓰즈미와 오쓰즈미는 쌍을 이루어 번갈아 가며 연주되며, 연주자들은 추임새인 가케고에를 넣는다. 다이코는 큰 북으로, 고쓰즈미나 오쓰즈미와 달리 북채로 친다. 북채를 쥐고 손목을 굽히지 않고 연주하는 것이 특징이며, 귀신이나 영혼 등 인간이 아닌 주인공이 나올 때 사용된다.
노에서는 아토자에 연주자인 하야시가타(囃子方)가 객석 쪽을 향하여 앉는다. 반면 교겐에서 다이코가타와 오쓰즈미가타는 객석에서 보았을 때 오른쪽을 향해 앉고, 오쓰즈미카타와 후에가타는 왼쪽을 향해 앉아 서로 마주본다.

## 전승
노가쿠는 이에모토(家元)를 통해 전승된다. 이에모토는 예술 유파를 계승하는 사람이나 제도를 말하며, 한 유파에서 소속되면 다른 유파로 옮길 수 없다. 이에모토를 통해 전승되고 있는 각 유파의 연기법이나 연주법은 조금씩 다르다. 현재 전승되고 있는 유파는 다음과 같다.
- 시테가타(シテ方)

간제류(観世流), 호쇼류(宝生流), 곤고류(金剛流), 곤파루류(金春流), 기타류(喜多流)
- 와키가타(ワキ方)

다카야스류(高安流), 호쇼류(下掛宝生流), 후쿠오류(福王流)
- 후에가타(笛方)

잇소류 (一噌流), 모리타류(森田流), 후지타류(藤田流)
- 고쓰즈미가타(小鼓方)

고류 (幸流), 고세이류 (幸清流), 오쿠라류(大倉流) 간제류(観世流)
- 오쓰즈미가타(大鼓方)

가도노류(葛野流), 다카야스류(高安流), 이시이류(石井流), 오쿠라류(大倉流), 간제류(観世流)
- 다이코가타 (太鼓方)

곤고류 (金春流), 간제류(観世流)
- 교겐가타(狂言方)

오쿠라류(大蔵流), 이즈미류(和泉流)